# Torneo Internacional de Tenis Sant Cugat 2013
Il Torneo Internacional de Tenis Sant Cugat 2013 è stato un torneo di tennis facente parte della categoria ITF Men's Circuit nell'ambito dell'ITF Men's Circuit 2013 e dell'ITF Women's Circuit nell'ambito dell'ITF Women's Circuit 2013. Sia il torneo maschile che quello femminile si sono giocati a Sant Cugat del Vallès in Spagna dal 7 al 13 ottobre 2013 su campi in terra rossa.

## Vincitori

### Singolare maschile
Roberto Carballés Baena ha battuto in finale  Guillermo Olaso 6–3, 6–2

### Doppio maschile
Roberto Carballés Baena /  Oriol Roca Batalla hanno battuto in finale  Marcos Giraldi Requena /  Ivan Gomez Mantilla con il punteggio di 6–4, 6–2

### Singolare femminile
Arantxa Rus ha battuto in finale  Alberta Brianti con il punteggio di 6–4, 2–6, 6–2

### Doppio femminile
Tatiana Búa /  Andrea Gámiz hanno battuto in finale  Lara Arruabarrena /  Amanda Carreras con il punteggio di 4–6, 6–2, [10–7]